# Lychnobius africanus
Lychnobius africanus is een keversoort uit de familie glimwormen (Lampyridae). De wetenschappelijke naam van de soort is voor het eerst geldig gepubliceerd in 1983 door Geisthardt.